# Friedrich Drake
Johann Friedrich Drake, född den 23 juni 1805, död den 6 april 1882, var en tysk skulptör.

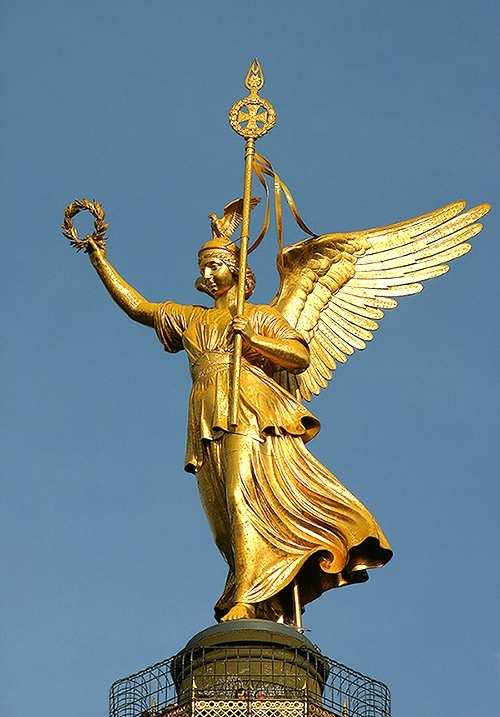
Viktoria på Siegessäule i Berlin.

Drake utbildades under Christian Daniel Rauch i Berlin och efterträdde denne som ledare för den akademiska riktningen. Drake har utfört flera statyer, bland annat de 9 meter höga Viktoriabilden på Siegessäule vid Tiergarten, Berlin (1873), statyer av Fredrik Vilhelm III av Preussen (i marmor) och av Karl Friedrich Schinkel (i brons).